# Comité militaire de salut national
Das Comité militaire de salut national (arabisch المجلس العسكري للخلاص الوطني, DMG al-Maǧlis al-ʿAskarī li-l-Ḫalāṣ al-Waṭanī, CMSN, dt.: „Militärkomitee der Nationalen Rettung“) war eine Militärregierung in Mauretanien. Das Militär hatte in einem Staatsstreich am 6. April 1979 die Regierung an sich gerissen. Das Komitee wurde von Mohamed Khouna Ould Haidalla, Ahmed Ould Bouceif und ihren Offizierskollegen eingesetzt, nachdem sie den Colonel Mustafa Ould Salek und das Comité militaire pour le redressement national (CMRN) abgesetzt hatten. Er wurde im Juni 1979 durch Mohamed Mahmoud Ould Ahmed Louly ersetzt.
Haidalla wurde bald darauf Anführer der Mauretanischen Streitkräfte und übernahm mit dem Staatsstreich 1980 die ganze Macht, bevor er durch den Staatsstreich 1984 durch Colonel Maaouya Ould Sid’Ahmed Taya selbst abgesetzt wurde. Das CMSN blieb eine Institution bis 1992, als Ould Taya mit dem Verfassungsreferendum 1991 ein demokratisches Mehrparteiensystem einführte. Dieses wurde wiederum 2005 durch einen Putsch aufgelöst.
Die wichtigste Errungenschaft des CMSN war ein Friedensschluss mit der Frente Polisario in der Westsahara, welche seit der Regierungszeit von Präsident Moktar Ould Daddah bekämpfte, als Mauretanien 1975 in den Westsaharakrieg eingetreten war. Das CMSN entschied sich für einen vollständigen Rückzug aus dem Konflikt, den Truppenabzug aus dem Gebiet des Río de Oro (welches unter dem Namen „Tiris al-Gharbiyya“ annektiert worden war) und die Anerkennung der Frente Polisario als Vertretung des Sahraouischen Volkes. Dadurch kam es zu einer Krise in den Beziehungen mit Marokko, welches ebenfalls zwei Drittel des Gebietes in der Sahara annektiert hatte und dort genauso auf Widerstand der Sahraouis gestoßen war.